# Александър Конов
Александър Красимиров Конов е бивш български футболист, вратар.

## Състезателна кариера
Преди да започне с футбола Александър Конов тренира четири години спортна гимнастика. Носител е на два сребърни медала от републикански първенства през 2003 и 2005 г. на халки. Дванадесетгодишен започва да се занимава с футбол в ДЮШ на Дунав (Русе), отначало като нападател. Внук е на избрания за най-добър страж за всички времена на Локомотив (Русе) – Христо Станчев - Инката. Именно по негово настояване Алекс по-късно застава на вратата. Първият му треньор е Благой Далев, а по-късно Димитър Тотев и Благовест Георгиев. През 2006 и 2007 г. е избран за „най-добър вратар“ на Русе в неговата възраст. Отново през 2007 г. е носител на същия приз от международен турнир в Приморско. През 2008 г. е приет в Американски Колеж „Аркус“ във Велико Търново и спира с тренировките като само пътува до Русе за мачовете на своите. През 2008 г. подписва договор с мениджърската агенция на Емил Данчев и е поканен на проби в Манчестър Сити, на които го представлява друг служител на агенцията – Петър Миладинов. До договор не се стига и Алекс се прибира в България. Интерес към него има и от ДЮШ на Левски (София), но той отказва. По препоръка на бившия му треньор на вратарите в Дунав Ивайло Станев е поканен на проби в Академия Литекс, където е тестван в две контроли и е одобрен. Треньори при „оранжевите“ са му били специалисти като Николай Димитров-Джайч, Евгени Колев и Петко Петков. С последния става носител на Купата на БФС при юноши, родени 1993 г., като във финалната среща, играна на 15 април 2009 в Пловдив, „оранжевите“ побеждават връстниците си от Нафтекс с 2:1. През 2009 г. с треньор Евгени Колев става шампион на България при юношите младша възраст, родени 1992 г., като в директен спор за титлата Литекс побеждава в Правец връстниците си от Левски (София) с 4:2.
Неизменен титуляр за дублиращия състав, както и за своята възрастова група в Академия Литекс с която участва в Елитната юношеска лига през сезон 2009 – 10. В средата на август 2009 и отново в Правец с юношеска формация на Литекс водена от старши треньора Петко Петков взима участие в VI издание на международния футболен турнир за юноши „Юлиян Манзаров“. След победи над столичните ЦСКА и Левски Сф., и минимална загуба от Стяуа Букурещ, „оранжевите“ завършват първи в своята група. На финала в Правец се изправят срещу победителя от другата група европейския гранд Барселона и след победа с минималното 1:0 печели купата и златните медали от турнира.
През 2009 г. е избран за „вратар на годината“ на Академия Литекс. Шампион на България с дублиращия отбор на Литекс за сезон 2009/10. Шампион на България за юноши старша възраст в Елитна юношеска група до 19 години за сезон 2010/11.
От началото на 2013 година е преотстъпен на Видима-Раковски (Севлиево).
От началото на сезон 2013 – 14 играе под наем във втородивизионния Добруджа.
През 2016 г. преминава в ЦСКА (София).
През лятото на 2017 г. Конов се завръща в родния си тим Дунав (Русе).
През 2018 г. преминава в Оборище (Панагюрище).
На 9 март 2019 прекратява активната си кариера поради контузия.

## Успехи
- Купа на БФС с юноши, родени през 1993 г. – 2009
- Шампион на България при юноши младша възраст, родени 1992 г. – 2009
- Международен юношески турнир „Юлиян Манзаров“ – 2009